# Cucharmoy
Cucharmoy är en kommun i departementet Seine-et-Marne i regionen Île-de-France i norra Frankrike. Kommunen ligger i kantonen Provins som tillhör arrondissementet Provins. År 2015 hade Cucharmoy 220 invånare.

## Befolkningsutveckling
Antalet invånare i kommunen Cucharmoy
| Referens: INSEE |